# Съедобная сердцевидка
Сердцевидка съедобная (лат. Cerastoderma edule) — вид двустворчатых моллюсков из семейства кардиид (Cardiidae). Церастодермы распространены практически на всём побережье Европы (от Средиземного моря до Баренцева), а также на северо-западном побережье Африки. В ряде стран Европы этих моллюсков используют в пищу, в связи с чем они стали объектом промышленного сбора.

## Морфология
Тело моллюска заключено в округлую двустворчатую раковину, длина которой у взрослых особей обычно составляет около 5 см. На наружной поверхности раковины имеется большое число расходящихся от вершины радиальных рёбер, выраженность которых значительно варьирует в зависимости от условий обитания.
Потревоженный моллюск плотно смыкает створки с помощью двух мускулов-замыкателей (аддукторов). В спокойном состоянии он может высовывать наружу короткие вводной и выводной сифоны, через которые осуществляется циркуляция воды, а также массивную ногу, используемую для передвижения.

## Образ жизни и питание
Типичные местообитания церастодермы съедобной — песчаные и илистые морские пляжи, осушаемые во время отлива, где эти моллюски с помощью ноги полностью или частично зарываются в верхний слой грунта.
Питается моллюск, отфильтровывая жабрами пищевые частицы из воды, засасываемой вводным сифоном. При этом основным источником пищи взрослых моллюсков оказываются взвешенные в воде органические частицы, тогда как молодь питается преимущественно одноклеточными донными водорослями.